# یواس‌اس اسکالانت (ای‌او-۷۰)

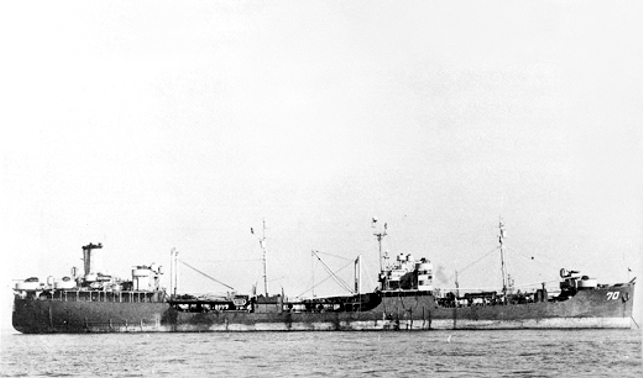

{|class="infobox" style="width:25.5em;border-spacing:2px;"

|+یواس‌اس اسکالانت (ای‌او-۷۰)
پیشینه
! مالک 
! آغاز کار:
۲۹ سپتامبر ۱۹۴۲اعزام:
۳۰ ژانویه ۱۹۴۳
|-
! مشخصات اصلی
گنجایش:
16,543 DWTوزن:
21,077 tonsدرازا:
۵۰۱ فوت ۷٫۷۵ اینچ (۱۵۲٫۹۰۱۷ متر)پهنا:
۶۸ فوت (۲۱ متر)آبخور:
۲۹ فوت ۱۰٫۵ اینچ (۹٫۱۰۶ متر)عمق:
۳۷ فوت (۱۱ متر)سرعت:
۱۵٫۳ گره (۲۸٫۳ کیلومتر بر ساعت)
|}یواس‌اس اسکالانت (ای‌او-۷۰) (به انگلیسی: USS Escalante (AO-70)) یک کشتی بود که طول آن ۵۰۱ فوت ۷٫۷۵ اینچ (۱۵۲٫۹۰۱۷ متر) بود. این کشتی در سال ۱۹۴۲ ساخته شد.